# Eriçó de panxa nua
L'eriçó de panxa nua (Paraechinus nudiventris) és una rara espècie d'eriçó del gènere Paraechinus. Tot i que se'l considerà extint durant un temps, recentment fou redescobert i actualment viu a l'Índia a la Kalakad–Mundanthurai Tiger Reserve, encara que calen més investigacions.